# Alexej Pludek
Alexej Pludek (* 29. ledna 1923 Prostějov – 7. září 2002 Praha) byl český spisovatel, autor nejen sci-fi příběhů, ale i historických románů a divadelních her, novinář, známý v některých pracích svým komunistickým a antisemitským smýšlením. Angažoval se v levicových stranách i po roce 1989.

## Životopis

### Profesní a umělecká činnost před rokem 1989
Reálné gymnázium studoval v Jihlavě, středoškolská studia ukončil maturitou roku 1940 na reálce v Prostějově. Během války pracoval krátce u Městského úřadu Prostějov, pak totálně nasazen u firmy Wichterle a Kovářík. Po osvobození pracoval rok jako knihovník v Frýdku-Místku. Vystudoval ekonomii v Praze na Vysoké škole politické a sociální (1946–1950), v roce 1966 také VŠE a získal titul inženýra ekonomie.
Již během studií pracoval v redakci Haló Nedělních novin, po studiích před vojenskou službou krátce v redakci Mladé fronty. V období 1953–1956 byl televizním dramaturgem. Pak nastoupil jako redaktor do Státního nakladatelství dětské knihy, kde setrval do roku 1967. V letech 1967–1972 byl šéfredaktorem beletrie v Nakladatelství Práce. Odtud na rok přešel do redakce Literárního měsíčníku.
Když se během reformního procesu pražského jara v roce 1968 vyhrocovaly debaty o státoprávním uspořádání Československa, vystoupil 7. srpna 1968 s článkem v listu Student a navrhl vytvoření dvou nezávislých států. Na české straně šlo tehdy o ojedinělý návrh.
Od roku 1974 se stal spisovatelem z povolání. Vedl komisi pro mladé autory ve Svazu českých spisovatelů a zároveň byl členem redakční rady Kmene. V roce 1978 mu byl udělen titul zasloužilého umělce. Před listopadem 1989 patřil ke kulturním osobnostem protežovaným komunistickým režimem.

### Politická činnost po roce 1989
Po roce 1989 se angažoval v organizacích s nacionalistickými až xenofobními tendencemi. Přispíval do nacionalistického listu Špígl a podílel se na vzniku Slovanské unie, která podporovala politické koncepce ruského politika Vladimira Žirinovského.
Ve volbách roku 1992 kandidoval za KSČM, respektive za koalici Levý blok do Sněmovny lidu Federálního shromáždění (volební obvod Praha). Mandát nabyl až dodatečně. Nastoupil jako náhradník za Karla Heneše zemřelého 24. července 1992. Ve Federálním shromáždění setrval jen do zániku Československa v prosinci 1992.
V senátních volbách roku 1996 kandidoval do horní komory českého parlamentu (senátní obvod č. 5 – Chomutov), coby bezpartijní kandidát za ultralevicovou Komunistickou stranu Československa, kterou založil Miroslav Štěpán. Získal ale jen 1 % hlasů a nepostoupil do 2. kola. V roce 1996 navrhoval snížení dětských přídavků „nepřizpůsobivým“ rodinám.

## Dílo
Alexej Pludek začal svou literární tvorbu jako básník a tyto jeho básnické počátky jsou uloženy v almanaších Červnové nebe z roku 1945 a Klas z roku 1947. Od poloviny padesátých let se ale věnoval výhradně tvorbě prozaické. Ve svých dílech se zaměřoval na psychologické a společensko-politické příběhy ze současnosti a na historické romány o starověkých civilizacích. Psal také knihy pro děti a mládež. Volná trilogie románů Faraonův písař, Rádce velkých rádžů a Nepřítel z Atlantidy se vyznačuje věrným vykreslením prostředí děje i dobové duchovní atmosféry. Autorova komunistická didaktičnost a ideologická zacílenost se však projevuje v dějových schématech projevujících se v zápasu za mír a ušlechtilou službu společnosti. Zdroj ohrožení těchto etických hodnot pak autor vidí v iracionálně pojímaném „spiknutí temných sil“. Některé jeho knihy byly přeloženy do cizích jazyků a v devadesátých letech získal prestižní Evropskou cenu za historickou literaturu pro mládež, udělovanou v italské Bologni.

### Poezie
Jeho básně byly publikovány ve dvou almanaších:
- Červnové nebe (1945), tento almanach sám uspořádal.
- Klas (1947).

### Divadelní hry
- Statečná slova (1947), skautská[11] divadelní hra pro mládež o třech jednáních, autorova knižní prvotina.
- Modrá voda (premiéra 1950 pod názvem Případ Modré vody, knižně 1951), budovatelská komedie o zrodu nových společenských vztahů na vesnici.

### Próza
- Slunce v údolí (1955), román, jehož děj je situován na stavbu Trati mládeže na Slovensku a schematickým dějem i postavami ukazuje „nový“ vzorový typ mládeže. Autor v něm rovněž kritizuje nedostatky politické práce, protože v čele stavby jsou kariéristé, kteří maří nadšenou práci brigádníků na jedné z prvních staveb mládeže.
- Dvě okna do dvora (1959), psychologická povídka s tématem citového zrání mladého člověka před válkou a za okupace.
- Hromotlucká historie (1961), povídka, v níž vedoucí farmy státního statku v pohraničí překonává osobní krizi i pracovní těžkosti a zůstává na farmě, aby zkonsolidoval její zanedbané hospodářství.
- Ženy nemají pravdu (1963), povídka, psychologický příběh manželské nevěry.
- Faraonův písař (1966), historický román, první díl volné trilogie o starověkých civilizacích, příběh písaře faraóna Achnatona ze 14. století př. n. l.
- Vabank (1974), románový pamflet, v němž Pludek zobrazil pražské jaro a dění z let 1967–1968 jako zákulisní hru pravicových sil v čele s Židy. Pro tuto svou normalizační zacílenost kniha získala v roce 1974 cenu v soutěži vypsané Českým literárním fondem a Svazem českých spisovatelů u příležitosti 25. výročí Února 1948.
- Rádce velkých rádžů (1975), historický román, druhý díl volné trilogie o starověkých civilizacích, příběh rádce panovníka staroindické Maurjovské říše Ašóky ze 2. století př. n. l.
- Lásky na zavolanou (1978) souborné vydání povídek Dvě okna do dvora, Hromotlucká historie a Ženy nemají pravdu.
- Český král Karel (1978), dílo literatury faktu jehož námětem je český král a římský císař Karel IV.
- Nepřítel z Atlantidy (1981), historický sci-fi román, třetí díl volné trilogie o starověkých civilizacích. Román se odehrává v bájné Atlantidě nedlouho před její zkázou. V tomto díle dotáhl Pludek boj proti spiknutí až v rasisticky pojatý obraz nepřítele, kterým jsou černovlasí lidé s velkými nosy, obchodníci, kteří svým kupčením zpochybňují základní hodnoty státu.[12]
- Hledání antipoda (1986), sbírka sci-fi a fantasy povídek, přepracováno a rozšířeno roku 1993 pod názvem Předsíň záhad. Kniha obsahuje povídky s tajemstvím a s popisem nevysvětlitelných jevů, které odráží autorův dlouholetý zájem o mystiku, okultismus a nadpřirozeno.[12]
- Takových tisíc let (1988), sci-fi povídka napsaná již roku 1960, která dlouho nemohla vyjít pro svůj kontroverzní obsah.[12] Děj je posazen do alternativního světa, v němž nacisté vyhráli válku.
- Česká pře (1989), historický román čerpající námět z dějin husitského hnutí.

### Próza pro děti a mládež
- Ptačí pírko aneb Jak Vítek o všechno přišel (1959), povídka pro děti.
- Tudy chodíval Ječmínek (1959), populárně-naučná kniha, v níž autor zachytil historii a přítomnost Hané.
- Zakutálený míč (1962), povídka pro děti
- Horami jde březen (1963), psychologický román pro mládež, přepracováno 1973, niterný příběh dospívání čtrnáctiletého chlapce.
- Jaká byla Zuzana (1969), povídka pro mládež
- Pověsti dávných časů (1971), přepracováno 1983, převyprávění pověstí o bojích západních slovanských kmenů s Němci v průběhu několika staletí.
- Králevic, král, císař (1983), literatura faktu pro mládež, životopis Karla IV,
- Rytířská jízda Jana z Michalovic (1987), historický román pro mládež, příběh panoše Radima, který provází tajnou diplomatickou výpravu Jana z Michalovic za panování Václava II. do Německa a Francie.

### Film
Pludek je autorem scénáře pro absolventský krátký film režiséra Jana Valáška V ulici je starý krám (1955).